# دين نيل
دين نيل (بالإنجليزية: Dean Neal)‏ (5 يناير 1961 في المملكة المتحدة - ) هو لاعب كرة قدم بريطاني في مركز الهجوم. لعب مع كوينز بارك رينجرز ونادي ساوثيند يونايتد ونادي ميلوول وتلسا رافنكس ونادي فيشر أثليتيك.